# Christian von Kinsky

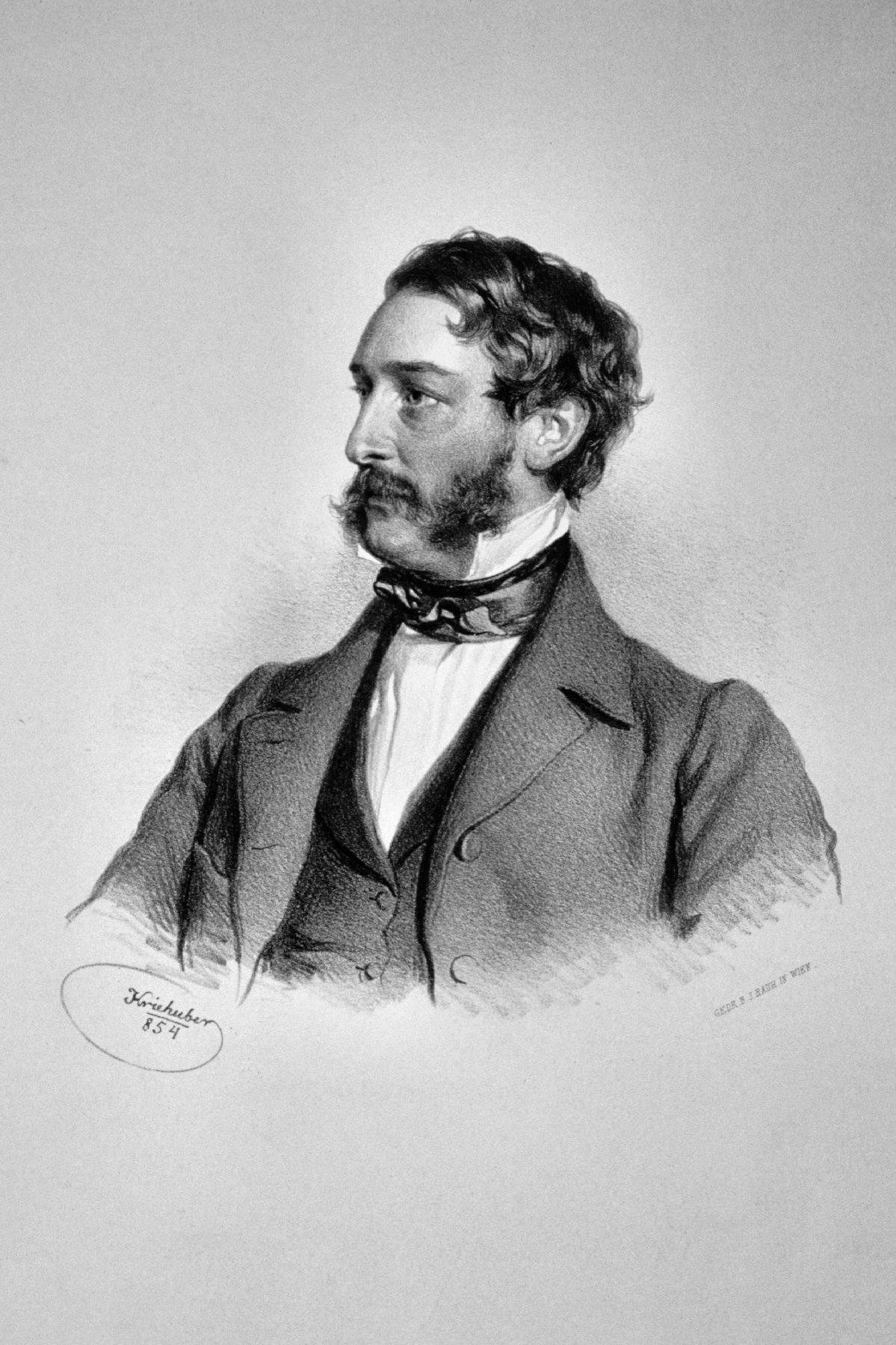
Christian Graf Kinsky, Lithographie von Josef Kriehuber, 1854

Christian Josef Graf Kinsky von und zu Wchinitz-Tettau (auch Christian Joseph Kinsky) (* 28. Jänner 1822 in Pest; † 1. September 1894 in Matzen), war ein Adliger aus dem österreichischen Ast des gräflichen Hauses Kinsky und in der zweiten Hälfte des 19. Jahrhunderts Mitglied des Abgeordnetenhauses des Reichsrats und Landmarschall von Niederösterreich.

## Leben
Kinsky war der jüngste Sohn von Christian Kinsky von Wchinitz und Tettau und Gräfin Ernestine, geborene Poirot de Blainville. Er war Soldat und Oberleutnant der österreichischen Armee sowie Gutsbesitzer in Angern und Matzen in Niederösterreich. Nach der Revolution von 1848/49 und der Wiederherstellung der konstitutionellen Monarchie wurde Kinsky auch in der Politik aktiv. In den frühen 1860er Jahren war er Abgeordneter des Niederösterreichischen Landtags. Der Landtag delegierte ihn am 24. März 1863 an den Reichsrat in die Kurie der Großgrundbesitzer. Seine Angelobung erfolgte am 17. Juni 1863. Der Landtag erneut in den Jahren 1867 und 1871. Bei den Direktwahlen zum Reichsrat 1873 errang er wiederum ein niederösterreichisches Mandat in der Kurie der Großgrundbesitzer, welches er in der Wahl 1879 erfolgreich verteidigen konnte. Er profilierte sich als Mitglied der Partei Verfassungstreuer Großgrundbesitz, erklärte sich aber im Oktober 1879 zum Mitglied des Clubs der Liberalen.
In den Jahren 1884–1893 war er als Landmarschall von Niederösterreich und als solcher der Vorsitzende des Niederösterreichischen Landtags.
Am 29. April 1854 heiratete er in Wien Therese Gräfin von Wrbna und Freudenthal (1828–1905). Aus der Ehe gingen fünf Söhne hervor.